# OpenHistoricalMap
OpenHistoricalMap (también escrito Open Historical Map y abreviado OHM) es un proyecto de mapeo colaborativo en línea que desarrolla un mapa histórico del mundo utilizando la tecnología y los procesos de OpenStreetMap. Mientras que OpenStreetMap solo incluye datos sobre el día actual y elimina datos cuando quedan obsoletos, OpenHistoricalMap da la bienvenida a los datos históricos y conserva múltiples copias de una característica a medida que cambia con el tiempo. La comunidad OpenStreetMap ve a OpenHistoricalMap como una salida para mantener los nombres obsoletos fuera de OpenStreetMap, donde podrían causar malentendidos.

## Historia
El nombre de dominio OpenHistoricalMap se compró en 2009, y en 2013 se implementó allí una bifurcación inicial del software del sitio web OpenStreetMap.
En 2015, se fundó el proyecto OpenHistoryMap, de nombre similar, para promover el intercambio de datos arqueológicos e históricos según un modelo de acceso abierto. Sin embargo, tiene un proceso de revisión por pares, que es distinto del enfoque de los proyectos OpenHistoricalMap y OpenStreetMap en información geográfica voluntaria.
En 2016, OpenHistoricalMap sufrió una falla en el disco duro, pero logró recuperar la mayoría de los datos de una copia de seguridad que un colaborador había realizado por casualidad. Desde 2017, GreenInfo Network, con sede en Oakland, California, y Development Seed, con sede en Washington D. C., han desarrollado y mantenido la infraestructura técnica del proyecto. En 2018, el anfitrión Topomancy cerró y transfirió la propiedad del dominio OpenHistoricalMap al Wikiwar Heritage Council.

Un mapa histórico del Servicio Geodésico y Costero de los Estados Unidos que ha sido georreferenciado por la Asociación de Plan Regional para mapear humedales históricos en OpenHistoricalMap.

En 2020, OpenHistoricalMap introdujo un "control deslizante de tiempo" que permite a los usuarios filtrar interactivamente los datos del mapa por período de tiempo. A esta característica se le atribuye haber estimulado el crecimiento del proyecto. En mayo de 2021, OpenHistoricalMap se convirtió en un proyecto fundador de OpenStreetMap U.S., un capítulo local sin fines de lucro de la Fundación OpenStreetMap.

## Participación
OpenHistoricalMap permite a cualquier persona con una cuenta gratuita contribuir directamente al mapa a través de un editor como la aplicación web iD o la aplicación de escritorio JOSM. Los contribuyentes pueden georreferenciar mapas sin derechos de autor y rastrear características a partir de ellos. Pueden aportar datos de forma individual o como parte de mapatones guiados.

## Contenidos

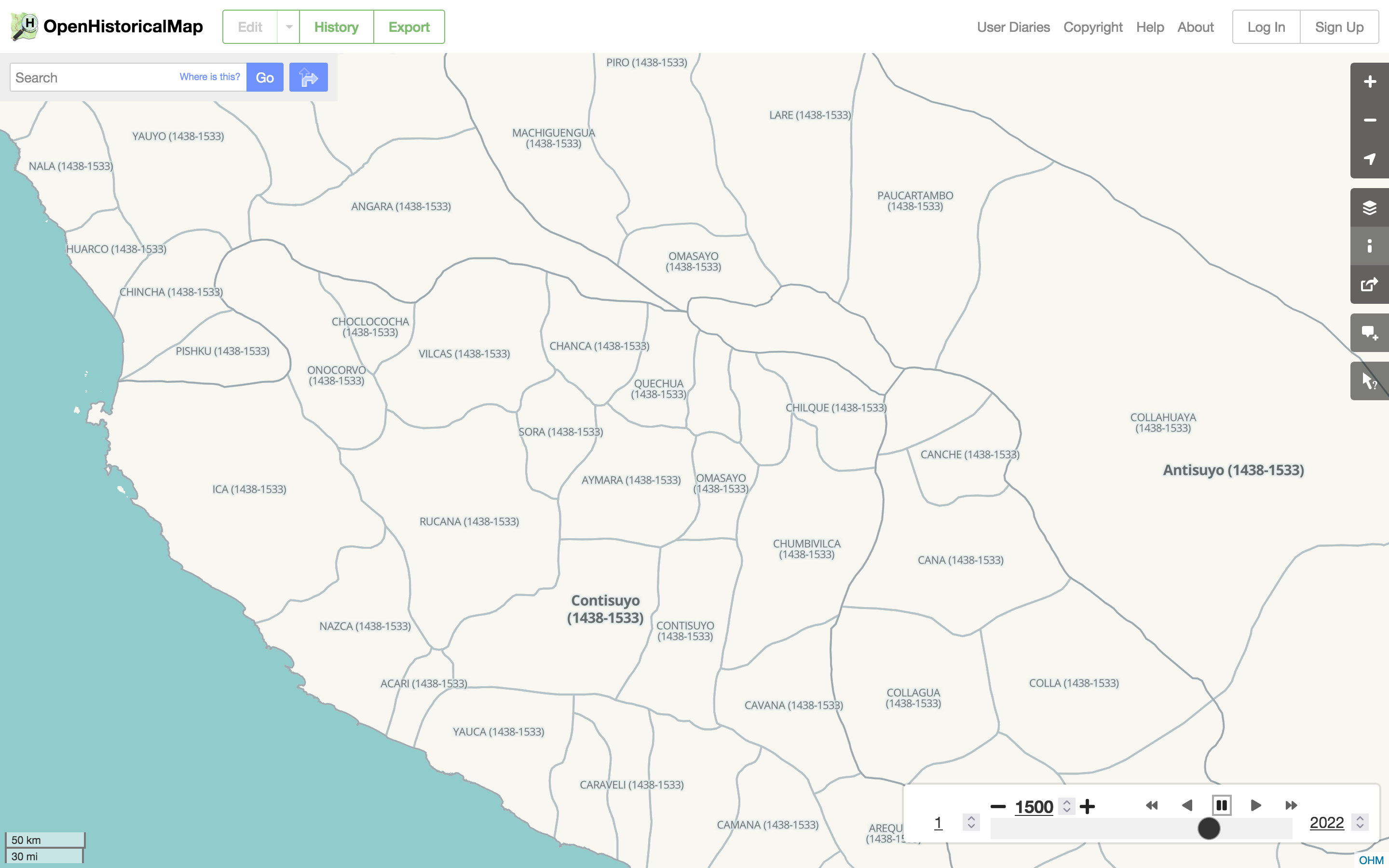
Los suyos de Contisuyo y el Antisuyo del Imperio Inca y sus provincias a partir de 1500.

### Modelo de datos
OpenHistoricalMap tiene un modelo de datos en gran medida idéntico al de OpenStreetMap, incluida la consolidación de todos los datos en una sola capa. Sin embargo, la adición de una dimensión de tiempo por parte de OpenHistoricalMap hace que los datos sean más complejos. Las etiquetas para indicar las fechas de inicio y finalización de una función son mucho más importantes. Existen múltiples enfoques para representar un lugar u objeto del mundo real que cambia con el tiempo. Puede representarse mediante múltiples funciones en la base de datos, cada una correspondiente a diferentes fechas de inicio y finalización. Alternativamente, las etiquetas individuales pueden calificarse por fechas de inicio y finalización, y se han propuesto enfoques más complejos que involucran relaciones. Las fechas tienen el formato según ISO 8601 o EDTF.

### Cobertura
El proyecto OpenHistoricalMap comenzó desde cero con una base de datos vacía. En octubre de 2021, la cobertura de OpenHistoricalMap se caracterizó como "muy escasa" con pocos edificios mapeados. A partir de 2024, una representación de triplestore de OpenHistoricalMap era comparable en tamaño a un extracto de datos de OpenStreetMap en Finlandia, pero tenía muchos más puntos que polígonos, y de los polígonos, muchos tenían formas similares. La cobertura de OpenHistoricalMap incluye múltiples copias de un objeto a medida que cambia con el tiempo.

## Uso
En el sitio web principal del proyecto, un mapa que consta de mosaicos vectoriales visualiza los datos históricos de forma interactiva en dos estilos, un estilo histórico funcional y un estilo artístico en madera. Un control deslizante permite a los visitantes filtrar los datos del mapa hasta un momento determinado desde el año 4001 a. C. en el calendario gregoriano proléptico hasta la actualidad. Cuando se selecciona una función, el contenido de Wikipedia y Wikimedia Commons se muestra en una barra lateral según el título del artículo etiquetado de Wikipedia o el identificador del elemento de Wikidata. Una instancia personalizada del motor de búsqueda de Nominatim devuelve resultados de búsqueda en distintos períodos de tiempo.
Los datos de OpenHistoricalMap están disponibles para su reutilización en otros proyectos. Además de la API REST, un volcado de base de datos semanal permite descargas masivas en formato OSM XML codificado en Protocol Buffers. También hay una instancia de la API Overpass para consultas estructuradas de datos en períodos de tiempo. Estas herramientas se configuran e implementan como parte del paquete osm-seed reutilizable.
Los ecologistas han utilizado datos de OpenHistoricalMap para rastrear el cambio de características geológicas a lo largo del tiempo, como el recorrido de los ríos. Gramps Web utiliza un mapa base OpenHistoricalMap para colocar datos genealógicos en un contexto histórico.

### Términos de licencia
Las funciones individuales dentro de la base de datos OpenHistoricalMap tienen licencia de forma independiente. El proyecto prefiere que las nuevas aportaciones se dediquen al dominio público mediante una dedicatoria CC0. Sin embargo, una fracción de los elementos etiquetados se ha contribuido bajo otras licencias, más comúnmente la Open Database License (utilizada por OpenStreetMap) y Creative Commons Attribution-ShareAlike.
El software que impulsa el sitio web OpenHistoricalMap está disponible bajo la Licencia Pública General GNU.